# Wongsorejo (ort i Indonesien)
Wongsorejo är en ort i Indonesien.   Den ligger i provinsen Jawa Timur, i den sydvästra delen av landet, 900 km öster om huvudstaden Jakarta. Wongsorejo ligger 32 meter över havet och antalet invånare är 29 193.
Terrängen runt Wongsorejo är platt åt nordost, men åt sydväst är den kuperad. Havet är nära Wongsorejo österut. Det finns inga andra samhällen i närheten. 